# The Pasadenas
The Pasadenas war eine fünfköpfige englische Vokalgruppe, die von 1988 bis 2005 aktiv war und eine Mischung aus Doo Wop, Gospel, R&B, Soul und Funk spielte.

## Biografie
Anfang der 1980er Jahre gründeten die Sänger und Tänzer Jeff Aaron Brown, Hammish Seelochan, John Andrew Banfield sowie die Zwillinge David Milliner und Michael Milliner die Tanzband Finesse, die sich schnell zu einer der gefragtesten Dance Companies im Vereinigten Königreich entwickelte. Der Gesang spielte dabei zunächst nur eine untergeordnete Rolle. Diverse Auftritte in Videoclips bekannter Künstler und im Film Absolute Beginners – Junge Helden (1986) machte die Gruppe weiter bekannt.
Im Jahr 1988 beschloss die Band, zusätzlich zum Tanzen professionell zu singen und nannte sich fortan The Pasadenas. Noch im selben Jahr kam es zum Vertragsabschluss bei CBS und zur Veröffentlichung der Single Tribute (Right On), die eine Hommage an verschiedene Musiker ist, die prägend für Rock ’n’ Roll und Soul waren. Im Text werden Little Richard, Elvis Presley, Sam Cooke, Jackie Wilson, James Brown, Marvin Gaye, Stevie Wonder, Smokey Robinson, The Supremes, Jimi Hendrix und The Jackson Five, aber auch Motown- und Phillysound genannt. Im Mai stieg das Lied in die englischen Charts und erreichte Platz fünf, im darauffolgenden September kletterte es auf Platz 26 in Deutschland und wurde im Februar 1989 auf Platz 52 der Billboard Hot 100 zum einzigen Single-Charterfolg der Band in den Vereinigten Staaten.
Im September 1988 erschien die Folgesingle Riding on a Train in England und platzierte sich auf Rang 13 der dortigen Hitparade. Ende des Jahres wurde das Lied auf Platz 24 zum größten Hit der Gruppe in Deutschland. Das Debütalbum To Whom It May Concern erreichte zum Jahresende Platz drei in England und Platz 19 in Deutschland. Die Auskopplung Enchanted Lady kam im November nicht über Platz 31 der UK-Charts hinaus.
1990 konnten The Pasadenas mit den Singles Love Thing und Reeling nicht an vorherige Erfolge anknüpfen. Beide Lieder erreichten lediglich kurzzeitig untere Chartränge. Das dazugehörige Album Elevate erschien 1991 und verfehlte die Charts.
Mit der Single I’m Doing Fine Now gelang der Band im Februar 1992 auf Platz 4 ihr größter Hit im Vereinigten Königreich. Einen Monat später kam das Album Yours Sincerely auf Platz 6 der englischen Hitparade. Die weiteren Auskopplungen Make It with You, I Believe in Miracles und Moving in the Right Direction erreichten im Laufe des Jahres nur noch untere Plätze. Let’s Stay Together verfehlte im November 1992 die Top 20 der UK-Charts. Der letzte Hitparadenerfolg ist die Single Round & Round, die 1995 lediglich eine Woche auf Platz 96 stand.

## Mitglieder
- Jeff Aaron Brown (* 12. Dezember 1964), Gesang
- Hammish Seelochan (11. August 1964), Gesang
- John Andrew Banfield (* 14. November 1964), Gesang
- David Milliner (* 15. Februar 1962), Gesang
- Michael Milliner (* 15. Februar 1962), Gesang

## Diskografie

### Alben
| Jahr | Titel                  | Höchstplatzierung, Gesamtwochen, AuszeichnungChartplatzierungen (Jahr, Titel, Platzierungen, Wochen, Auszeichnungen, Anmerkungen) | Höchstplatzierung, Gesamtwochen, AuszeichnungChartplatzierungen (Jahr, Titel, Platzierungen, Wochen, Auszeichnungen, Anmerkungen) | Höchstplatzierung, Gesamtwochen, AuszeichnungChartplatzierungen (Jahr, Titel, Platzierungen, Wochen, Auszeichnungen, Anmerkungen) | Höchstplatzierung, Gesamtwochen, AuszeichnungChartplatzierungen (Jahr, Titel, Platzierungen, Wochen, Auszeichnungen, Anmerkungen) | Höchstplatzierung, Gesamtwochen, AuszeichnungChartplatzierungen (Jahr, Titel, Platzierungen, Wochen, Auszeichnungen, Anmerkungen) | Anmerkungen                                                                                  |
| Jahr | Titel                  | DE | CH | UK | US | R&B | Anmerkungen                                                                                  |
| ---- | ---------------------- | --- | --- | --- | --- | --- | -------------------------------------------------------------------------------------------- |
| 1988 | To Whom It May Concern | DE19 (21 Wo.)DE | CH13 (7 Wo.)CH | UK3 Platin · (21 Wo.)UK | US89 (12 Wo.)US | R&B49 (13 Wo.)R&B | Erstveröffentlichung: 10. Oktober 1988 Produzenten: Phil Legg, Pete Wingfield, Robyn Smith   |
| 1992 | Yours Sincerely        | DE49 (9 Wo.)DE | — | UK6 Silber · (11 Wo.)UK | — | — | Erstveröffentlichung: 23. Februar 1992 Produzenten: Billy Griffin, Ian Levine, The Pasadenas |

Weitere Alben
- 1991: Elevate
- 1995: The Best of the Pasadenas (Kompilation)
- 1997: Definitive Collection (2 CDs, Kompilation)

### Singles
| Jahr | Titel Album                                   | Höchstplatzierung, Gesamtwochen, AuszeichnungChartplatzierungen (Jahr, Titel, Album, Platzierungen, Wochen, Auszeichnungen, Anmerkungen) | Höchstplatzierung, Gesamtwochen, AuszeichnungChartplatzierungen (Jahr, Titel, Album, Platzierungen, Wochen, Auszeichnungen, Anmerkungen) | Höchstplatzierung, Gesamtwochen, AuszeichnungChartplatzierungen (Jahr, Titel, Album, Platzierungen, Wochen, Auszeichnungen, Anmerkungen) | Höchstplatzierung, Gesamtwochen, AuszeichnungChartplatzierungen (Jahr, Titel, Album, Platzierungen, Wochen, Auszeichnungen, Anmerkungen) | Höchstplatzierung, Gesamtwochen, AuszeichnungChartplatzierungen (Jahr, Titel, Album, Platzierungen, Wochen, Auszeichnungen, Anmerkungen) | Höchstplatzierung, Gesamtwochen, AuszeichnungChartplatzierungen (Jahr, Titel, Album, Platzierungen, Wochen, Auszeichnungen, Anmerkungen) | Anmerkungen |
| Jahr | Titel Album                                   | DE | CH | UK | US | R&B | Dance | Anmerkungen |
| ---- | --------------------------------------------- | --- | --- | --- | --- | --- | --- | --- |
| 1988 | Tribute (Right On) To Whom It May Concern     | DE26 (13 Wo.)DE | — | UK5 (17 Wo.)UK | US52 (10 Wo.)US | R&B8 (13 Wo.)R&B | Dance27 (5 Wo.)Dance | Erstveröffentlichung: 16. Mai 1988 Autor: Pete Wingfield                                                            |
| 1988 | Riding on a Train To Whom It May Concern      | DE24 (15 Wo.)DE | CH13 (10 Wo.)CH | UK13 (9 Wo.)UK | — | R&B73 (5 Wo.)R&B | — | Erstveröffentlichung: 5. September 1988 Autoren: The Pasadenas                                                      |
| 1988 | Enchanted Lady To Whom It May Concern         | — | — | UK31 (6 Wo.)UK | — | — | — | Erstveröffentlichung: 14. November 1988 Autor: Pete Wingfield                                                       |
| 1990 | Love Thing Elevate                            | DE68 (7 Wo.)DE | CH29 (1 Wo.)CH | UK22 (5 Wo.)UK | — | — | — | Erstveröffentlichung: 30. April 1990 Autoren: The Pasadenas                                                         |
| 1990 | Reeling Elevate                               | — | — | UK75 (2 Wo.)UK | — | — | — | Erstveröffentlichung: 2. Juli 1990 Autoren: David Milliner, The Pasadenas                                           |
| 1992 | I’m Doing Fine Now Yours Sincerely            | DE38 (18 Wo.)DE | — | UK4 Silber · (10 Wo.)UK | — | — | — | Erstveröffentlichung: 20. Januar 1992 Autoren: Thom Bell, Sherman Marshall Original: New York City, 1973            |
| 1992 | Make It with You Yours Sincerely              | DE54 (13 Wo.)DE | — | UK20 (4 Wo.)UK | — | — | — | Erstveröffentlichung: 23. März 1992 Autor: David Gates Original: Bread, 1970                                        |
| 1992 | I Believe in Miracles Yours Sincerely         | — | — | UK34 (3 Wo.)UK | — | — | — | Erstveröffentlichung: 25. Mai 1992 Autoren: Bobby Taylor, Mark Capanni Original: The Jackson Sisters, 1973          |
| 1992 | Moving in the Right Direction Yours Sincerely | — | — | UK49 (2 Wo.)UK | — | — | — | Erstveröffentlichung: 17. August 1992 Autoren: Billy Griffin, Ian Levine                                            |
| 1992 | Let’s Stay Together The Best of the Pasadenas | — | — | UK22 (3 Wo.)UK | — | — | — | Erstveröffentlichung: 9. November 1992 Autoren: Al Jackson, Jr., Al Green, Willie Mitchell Original: Al Green, 1971 |
| 1995 | Round & Round –                               | — | — | UK96 (1 Wo.)UK | — | — | — | Erstveröffentlichung: 20. März 1995 Autoren: David Milliner, The Pasadenas                                          |

Weitere Singles
- 1988: I Believe
- 1989: Funny Feeling
- 1991: Another Lover
- 1991: Love Changes
- 1994: Longing for Someone

## Auszeichnungen für Musikverkäufe
| Goldene Schallplatte - Frankreich - 1989: für das Album To Whom It May Concern - Niederlande - 1988: für die Single Tribute (Right On) - 1990: für das Album To Whom It May Concern - Spanien - 1989: für das Album To Whom It May Concern |

Anmerkung: Auszeichnungen in Ländern aus den Charttabellen bzw. Chartboxen sind in ebendiesen zu finden.
| Land/RegionAuszeichnungen für Musikverkäufe (Land/Region, Auszeichnungen, Verkäufe, Quellen) | Silber     | Gold     | Platin  | Verkäufe | Quellen       |
| -------------------------------------------------------------------------------------------- | ---------- | -------- | ------- | -------- | ------------- |
| Frankreich (SNEP)                                                                            | —          | Gold1    | —       | 100.000  | infodisc.fr   |
| Niederlande (NVPI)                                                                           | —          | 2× Gold2 | —       | 125.000  | nvpi.nl       |
| Spanien (Promusicae)                                                                         | —          | Gold1    | —       | 50.000   | mediafire.com |
| Vereinigtes Königreich (BPI)                                                                 | 2× Silber2 | —        | Platin1 | 560.000  | bpi.co.uk     |
| Insgesamt                                                                                    | 2× Silber2 | 4× Gold4 | Platin1 |          |               |